# Made of Stars
«Made of Stars» (с англ. — «Сделанный из звезд») — сингл израильского певца Хови Стара, который был представлен им в конкурсе «Евровидение-2016» в Стокгольме.
Песня была выпущена 30 марта 2016 года при поддержке Universal Music Group. Для выявления лучшей песни для участия в «Евровидении-2016» с 5 декабря по 3 марта 2016 в Иерусалиме проводился конкурс. Осталось всего четыре потенциальные песни. В конце концов победил со своей композицией Хови Стар. Музыкальный клип к синглу был выпущен 13 марта 2016 года длиной три минуты и четырнадцать секунд.

## Композиция
| №  | Название        | Автор(ы)     | Длительность |
| -- | --------------- | ------------ | ------------ |
| 1. | «Made of Stars» | Дорон Медали | 3:01         |

## Позиции в чартах
| Страна                     | Высшая позиция |
| -------------------------- | -------------- |
| Израиль (Media Forest)     | 5              |
| Швеция (Sverigetopplistan) | 93             |